# Deroceras
Die Nacktschnecken-Gattung Deroceras (früher auch als Agriolimax Mörch, 1865 bezeichnet) gehört zur Ordnung der Lungenschnecken. 

## Merkmale
Die meisten Arten der Gattung Deroceras sind mit maximal 60 mm Körperlänge relativ klein bis mittelgroß. Der Körper ist eher schlank und spindelförmig im Ruhezustand. Die größte Breite ist im Bereich des Mantels zu finden. Dieser nimmt etwa ein Drittel bis knapp die Hälfte des Körpers ein. Auf dem hinteren Teil des Rückens ist ein schwacher Kiel ausgebildet, der aber nur beim Zusammenziehen deutlicher zum Vorschein kommt. Das Atemloch liegt im hinteren Teil des Mantels. Die Färbung ist einheitlich oder mit Flecken, die bei manchen Arten zu einem netzförmigen Ornament verschmelzen können; die Ornamentierung ist aber nicht regelmäßig.

## Lebensweise, Vorkommen und Verbreitung
Die Arten der Gattung waren ursprünglich holarktisch und mit wenigen Arten auch im Hochland von Abessinien verbreitet. Einige Arten sind heute aber nahezu weltweit verschleppt worden. Die Arten der Gattung Deroceras ernähren sich überwiegend von grünen, frischen Pflanzen. An den Menschen angepasste, das heißt synanthrope Arten, werden daher oft als Schädling eingestuft. Dies trifft speziell auf Deroceras reticulatum zu.

## Systematik

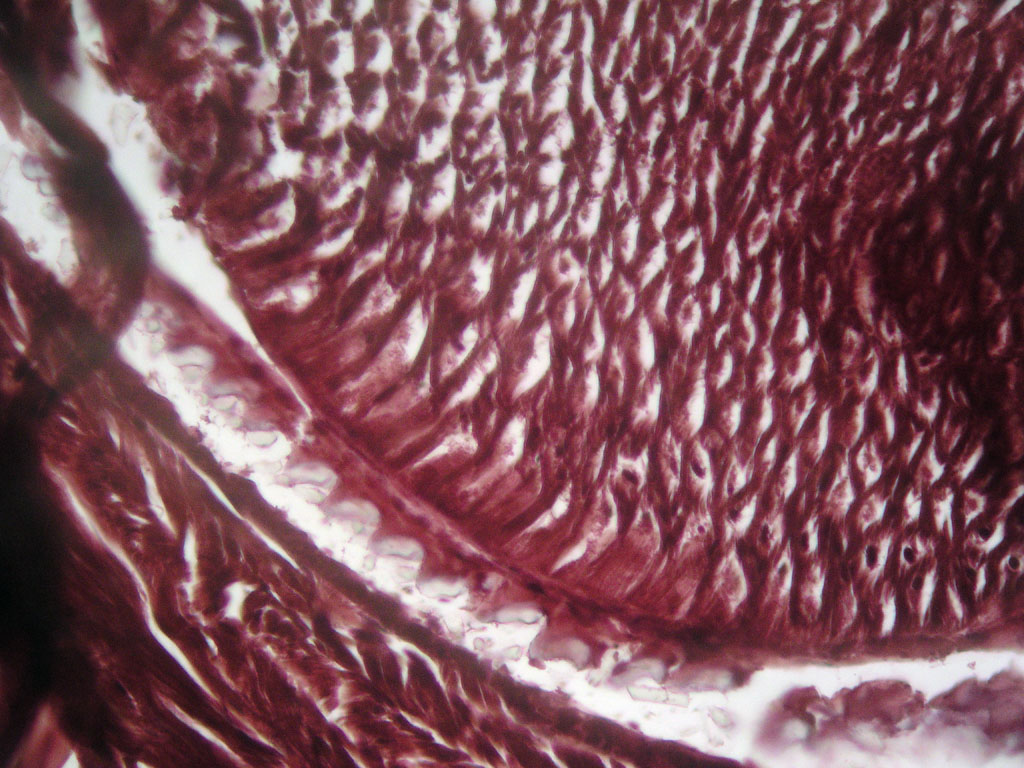
Mikroskopaufnahme der Radula eines Wasserschnegels (Deroceras laeve)

Die Spezies der Gattung Deroceras werden zur Familie der Ackerschnecken (Agriolimacidae) gezählt. Die Gattung Deroceras umfasst derzeit über 50 verschiedene Spezies. Bis heute werden noch neue Arten entdeckt, die der Gattung Deroceras zugerechnet werden. Es ist davon auszugehen, dass noch weitere Spezies entdeckt werden. Deroceras ist somit die artenreichste Gattung unter den Nacktschnecken. Sie wird von manchen Autoren in Untergattungen unterteilt, die wiederum von anderen Autoren nicht anerkannt, oder anders aufgefasst werden.  Schileyko (2003) anerkennt fünf Untergattungen: D. (Deroceras) Rafinesque, 1820, D. (Nipponolimax) Yamaguchi & Habe, 1955, D. (Plathystimlus) Wiktor, 1973, D. (Agriolimax) Mörch, 1865 und D. (Liolytopelte) Simroth, 1901. Kerney et al. (1990) nennen D. (Deroceras) Rafinesque, 1820, D. (Malino) Gray, 1855, D. (Plathystimlus) Wiktor, 1973, D. (Agriolimax) Mörch, 1865 und D. (Liolytopelte) Simroth, 1901. Die Website "Molluscs of Central Europe" schlägt eine dritte Unterteilung vor: D. (Deroceras) Rafinesque,  1820, D. (Chorolimax) Westerlund, 1894, D. (Agriolimax) Mörch, 1865, D. (Malino) Gray, 1855, D. (Liolytopelte) Simroth, 1901 und "Deroceras (subgenus not known) Rafinesque, 1820". In der folgenden Artauswahl sind die Untergattungen daher nicht benutzt worden.
- Deroceras adolphi Wiktor, 1998
- Graue Ackerschnecke (Deroceras agreste Linnaeus, 1758)
- Deroceras altimirai Van Regteren Altena, 1969
- Deroceras astypalaeense Wiktor & Mylonas, 1992
- Deroceras attemsi (Simroth, 1904)
- Deroceras bakurianum (Simroth, 1912)
- Deroceras barceum (Gambetta, 1925)
- Deroceras berytense (Bourguignat, 1852)
- Deroceras bisacchianum Bodon, Boato & Giusti, 1982
- Deroceras bistimulatum Wiktor, 2000
- Deroceras boeoticum Wiktor, 1984
- Deroceras boettgeri (Simroth, 1889)
- Deroceras bulgaricum Grossu, 1969
- Deroceras bureschi (Wagner, 1934)
- Deroceras caucasicum (Simroth, 1901)
- Deroceras cazioti (Pollonera, 1896)
- Deroceras chevallieri Van Regteren Altena, 1973
- Deroceras christae Rähle, 1998
- Deroceras chrysorroyatissense Rähle, 1984
- Deroceras cycladicum Wiktor & Mylonas, 1981
- Deroceras demirtense Rähle, 1998
- Deroceras dewinteri Maassen, 2000
- Deroceras ercinae De Winter, 1985
- Deroceras famagustense Rähle, 1991
- Deroceras gavdosense Wiktor, Vardinoyannis & Mylonas, 1994
- Deroceras golcheri Van Regteren Altena, 1962
- Deroceras gorgonium Wiktor, Vardinoyannis & Mylonas, 1994
- Deroceras halieos De Winter & Butot, 1986
- Deroceras helicoidale Rähle, 1998
- Deroceras ikaria Reischütz, 1983
- Deroceras invadens Reise, Hutchinson, Schunack & Schlitt, 2013
- Deroceras johannae De Winter & Butot, 1985
- Helle Ackerschnecke (Deroceras juranum Wüthrich, 1993)
- Deroceras karnaniense Wiktor, 1984
- Deroceras kasium Rähle, 1993
- Deroceras keaense Van Regteren Altena, 1973
- Sichel-Ackerschnecke (Deroceras klemmi Grossu, 1972)
- Deroceras korthionense De Winter & Butot, 1985
- Deroceras kythirense Wiktor, Vardinoyannis & Mylonas, 1994
- Wasserschnegel (Deroceras laeve (O. F. Müller, 1774))
- Deroceras lasithionense Wiktor, Vardinoyannis & Mylonas, 1994
- Deroceras levisarcobelum De Winter, 1986
- Deroceras lombricoides (Morelet, 1845)
- Deroceras lothari Giusti, 1973
- Deroceras maasseni Wiktor, 1996
- Deroceras malkini Wiktor, 1984
- Deroceras melinum Wiktor & Mylonas, 1981
- Deroceras minoicum Wiktor, Vardinoyannis & Mylonas, 1994
- Deroceras moldavicum (Grossu & Lupu, 1961)
- Deroceras neuteboomi Forcart, 1972
- Deroceras nyphoni De Winter & Butot, 1986
- Deroceras occidentale (Grossu & Lupu, 1966)
- Deroceras oertzeni (Simroth, 1889)
- Deroceras pageti Grossu, 1972
- Mittelmeer-Ackerschnecke (Deroceras panormitanum Lessona & Pollonera, 1882)
- Deroceras parium Wiktor & Mylonas, 1981
- Deroceras parnasium Wiktor, 1984
- Deroceras planarioides (Simroth, 1910)
- Deroceras ponsonbyi (Hesse, 1884)
- Deroceras praecox Wiktor, 1966
- Deroceras pseudopanormitanum Wiktor, 1984
- Deroceras rethimnonense De Winter & Butot, 1986
- Genetzte Ackerschnecke (Deroceras reticulatum (O. F. Müller, 1774))
- Deroceras rhodense Forcart, 1972
- Deroceras roblesi Borredà, 2003
- Heller Schnegel (Deroceras rodnae Grossu & Lupu, 1965)
- Deroceras samium Rähle, 1983
- Deroceras sardum (Simroth, 1886)
- Deroceras seriphium Wiktor & Mylonas, 1981
- Hammerschnegel (Deroceras sturanyi (Simroth, 1894))
- Deroceras subagreste (Simroth, 1892)
- Deroceras tarracense Van Regteren Altena, 1969
- Deroceras tauricum (Simroth, 1901)
- Deroceras thersites (Simroth, 1886)
- Deroceras turcicum (Simroth, 1894)
- Deroceras vascoanum De Winter, 1986
- Deroceras zilchi Grossu, 1969